# Station Surrey Quays
Station Surrey Quays is een station van London Overground aan de East London Line. Het station werd in 1884 geoped als metrostation, in 2007 gesloten en in 2010 heopend als onderdeel van het London Overground-netwerk. 
Shoreditch · Whitechapel · Shadwell · Wapping · Rotherhithe · Canada Water · Surrey Quays · New Cross · New Cross Gate 